# Liwā' Saḩāb
Liwā' Saḩāb (arabiska: لواء سحاب) är ett departement i Jordanien.   Det ligger i guvernementet Amman, i den norra delen av landet, 27 km öster om huvudstaden Amman.